# Lepidophthalmus bocourti
Lepidophthalmus bocourti is een tienpotigensoort uit de familie van de Callianassidae. De wetenschappelijke naam van de soort is voor het eerst geldig gepubliceerd in 1870 door A.Milne-Edwards.